# 大橋進 (法曹)
大橋 進（おおはし すすむ、1916年6月13日 - 2003年12月10日）は、日本の弁護士、最高裁判所裁判官。東京都出身。

## 概要
1941年（昭和16年）に東京帝国大学法学部を卒業。1942年（昭和17年）に司法官試補となり、1944年（昭和19年）5月に大阪地裁を振り出しに裁判官生活に入ったが、間もなく海軍に召集されて海軍法務官となり、中尉で横須賀鎮守府軍法会議付きのとき終戦を迎えた。1946年（昭和21年）4月から東京地裁に勤務、ついで1949年（昭和24年）10月から法務府法制違憲第一局長補佐を2年余り勤め、再び東京地裁に戻った。
1954年（昭和29年）7月に弁護士に転じた。中小企業約10社の顧問をし、商事、工事所有権、家裁事件などが中心にもっぱら民事を手掛けた。司法研修所教官を3年間務めたほか千代田区の教育委員を12年間、保護司を14年間務め、少年非行問題にも関心をもった。
1981年（昭和56年）11月2日に最高裁判所裁判官に就任。
永山則夫連続射殺事件の被告人・永山則夫の第一次上告審では裁判長を務め、1983年（昭和58年）7月8日に最高裁判所第二法廷にて開かれた判決公判では死刑を求めた検察側の上告を認め、控訴審（東京高等裁判所・船田三雄裁判長、1981年8月21日）の無期懲役判決を破棄し審理を東京高裁に差し戻す判決を言い渡した。なおこの際に傍論として後に死刑適用基準を示した最高裁判所判例として用いられる永山基準（Nagayama Criteria）を示した。
1986年（昭和61年）6月、最高裁判所裁判官を定年退官した。
2003年（平成15年）12月10日に心不全で死去した（87歳没）。

## 栄典
1988年、勲一等瑞宝章受章。